# Pan Historii
Pan Historii – wiara żołnierzy w bezpośrednią ingerencję Boga na Ziemi.
Koncepcja rozpowszechniona w wojsku polskim i litewskim w okresie nowożytnym, która polegała na uznaniu sprawczej woli Boga na ostateczny wynik bitwy lub wojny. Była ona propagowana przez dowództwo, gdyż dzięki niej można było wprowadzić i egzekwować wyższy poziom dyscypliny wojskowej. Uzewnętrznieniem tej idei były słowa Jana III Sobieskiego, który po zwycięstwie pod Wiedniem stwierdził: Venimus, vidimus, et Deus vincit (Przybyliśmy, zobaczyliśmy, a Bóg zwyciężył).
Według Urszuli Augustyniak istniały dwa nurty tej koncepcji. Pierwszy, reprezentowany przez zaangażowanych katolików, takich jak Piotr Skarga, Fabian Birkowski, Wojciech Dębołęcki, oceniał decyzje Boga jako działania przewidywalne, który zawsze zsyła zwycięstwo jeżeli wojna toczy się w sprawiedliwej sprawie, a armia przestrzega niezbędnych rytuałów. Drugi natomiast był związany z nurtem ariańskim i ewangelicko-reformowanym, który traktował Boga jako zupełnie nieprzewidywalnego i nieodgadnionego. Nawet jednak w tej drugiej grupie, na co zwraca uwagę Karol Łopatecki, szukano przychylności bożej, która miała przełożyć się na wynik wojny. Przykładem jest postawa Krzysztofa (II) Radziwiłła, który w artykułach wojskowych stworzył rozbudowane wyjaśnienie tego zjawiska skierowane do żołnierzy.
W 2 połowie XVII wieku wraz z rozwojem reformy katolickiej, coraz częściej na wynik wojny mieli wpływać święci i aniołowie, a nawet Maria z Nazaretu, którzy mogli nawet bezpośrednio włączyć się do prowadzonych walk. Doprowadziło to do kultywowania praktyk o charakterze religijno-magicznym, m.in. sprowadzając cudowne obrazy do obozu wojskowego.
W XIX i XX stuleciu idea ta ulega marginalizacji, ale jej odzwierciedleniem była Bitwa Warszawska, która przez niektóre środowiska była nazywana "Cudem nad Wisłą", nawiązując do koncepcji "Boga – Pana Historii".